# Смит, Рене Фелис
Рене Фелис Смит (англ. Renée Felice Smith; род. 16 января 1985) — американская актриса. Наиболее известна по роли Нелл Джонс в сериале «Морская полиция: Лос-Анджелес».

## Биография
Рене училась в школе Патчог-Медфорд на Лонг-Айленде, затем в художественной школе Тиш в Университете Нью-Йорка. А также в консерватории Стоунстрит Студио и в Институте театра и кино Ли Страсберга.

## Карьера
Первая роль Рене была в рекламе йогурта Danone в шестилетнем возрасте.
Свою взрослую карьеру Рене Фелис Смит начала в театре, дебютировав в спектакле Wildflower.
Рене попала в состав ситкома с рабочим названием «Вайоминг» студии The CW Television Network, режиссёром в котором была Эми Шерман-Паладино. Но после съемок пилота сериал закрыли.
Затем Рене попала в состав сериала «Морская полиция: Лос-Анджелес» в роли Нелл Джонс. Изначально планировалось, что она будет повторяющимся персонажем. Но после того, как продюсеры были поражены её игрой, Рене попала в основной состав.
В 2011 она появилась в роли Мисси в фильме «Учитель на замену», главную роль в котором исполнил Эдриен Броуди.
В 2012 Рене стала соавтором детской книжки, сюжет которой базировался на её французском бульдоге Хьюго.
В апреле 2014 она исполнила роль Фрэнки в короткометражном фильме Code Academy.
В апреле 2015 Рене спродюсировала и исполнила главную роль в короткометражном фильме Baby. Также в нём сыграли её коллеги из сериала «Морская полиция: Лос-Анджелес» — Линда Хант и Питер Кэмбор. Премьера фильма была на фестивале SXSW.
В мае 2015 года Рене получила премию SET Award в категории "Женщина в технологии". Награда была вручена ей Маим Бялик из сериала «Теория Большого взрыва» и президентом EIC Брайаном Диаком на фестивале NCWIT Summit for Women and IT.